# 里格斯堡
里格斯堡是奥地利施蒂利亚州费尔德巴赫县的一个市镇。总面积32.12平方公里，总人口2566人，人口密度79.9人/平方公里（2001年）。